# Lisac (otok)
Lisac je majhen nenaseljen otoček v Jadranskem morju. Pripada Hrvaški.
Lisac leži v Velebitskem kanalu okoli 0,5 km severno od naselja Sveti Juraj. Površina otočka meri 0,018 km². Dolžina obalnega pasu je 0,54 km.V rimskem času je bil s kamnitim nasipom povezan s kopnim.